# Oberstolberg
Oberstolberg is een deel van de Duitse gemeente Stolberg (Rheinland), deelstaat Noordrijn-Westfalen, en telt 7600 inwoners (2005). Samen met Unterstolberg vormt het de historische binnenstad van Stolberg. De hoogte bedraagt ongeveer 227 meter.
Oberstolberg wordt beheerst door de Stolberger burcht, welke op een kalksteenrots is gebouwd. Deze wordt omringd door de Altstadt, bestaande uit tientallen monumentale huizen in blauwe hardsteen en dolomiet, en in vakwerk.
Door Oberstolberg stroomt de Vichtbach.

## Nabijgelegen kernen
Unterstolberg, Liester, Vicht, Mausbach, Breinig